# 淡路ビーフ

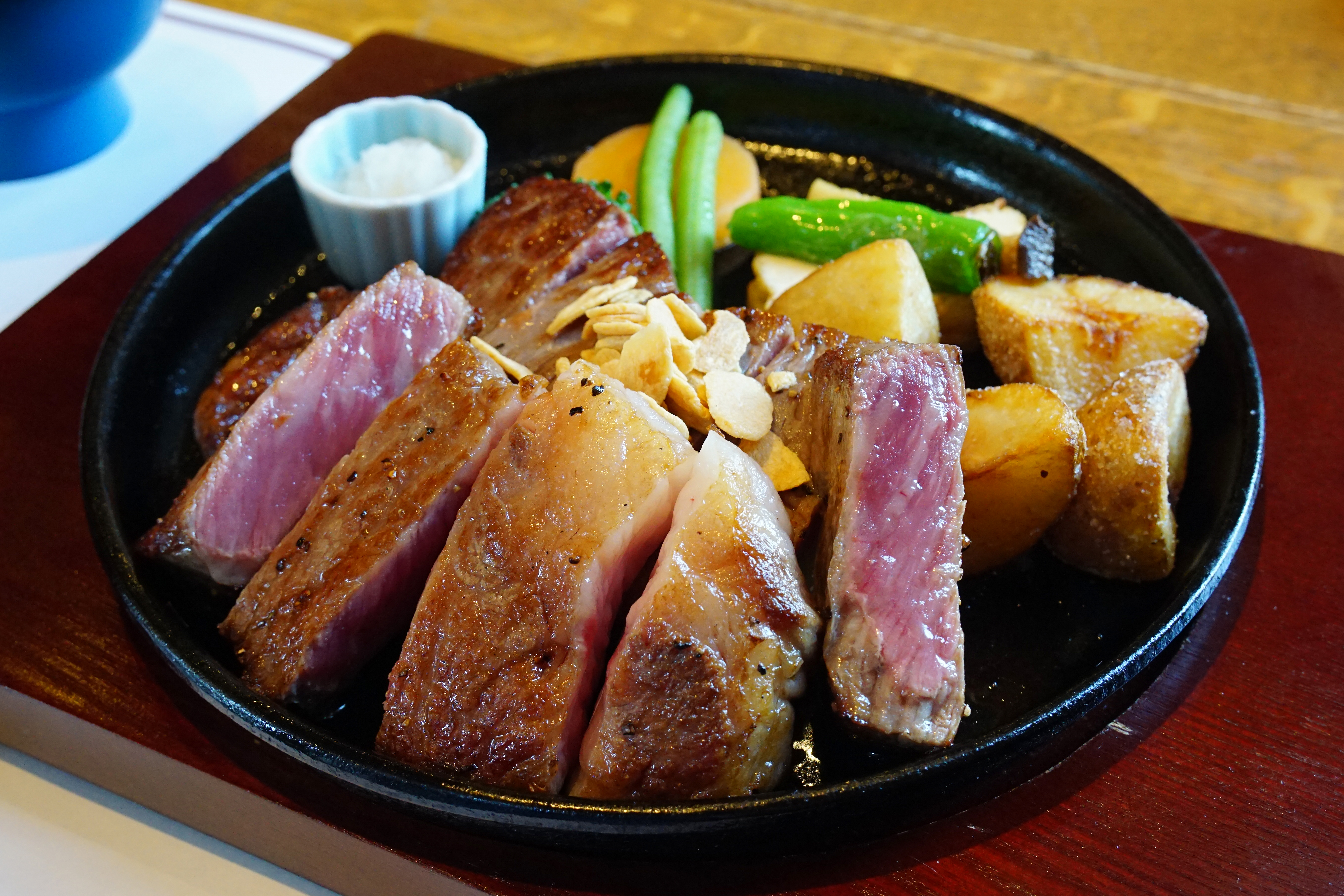
淡路ビーフのステーキ

淡路ビーフ（あわじビーフ）は、但馬牛の食肉のうち、淡路ビーフブランド化推進協議会が定める品質評価基準に適合すると認定されたものを指す。

## 歴史
但馬牛は、元来は兵庫県の但馬地方を原産とする黒毛和種であるが、出荷数は現在、但馬地方よりも淡路島のほうが多い。但馬牛の子牛は他の銘柄牛の素畜でもあることから、淡路島でも最高品質の和牛を誕生させようと、1986年に肥育農家や精肉業者、畜産団体が一体となって淡路ビーフブランド化推進協議会が結成され、独自開発された専用配合飼料を使用するなど努力を重ねて、淡路ビーフが開発された。その後、価格が手頃な高級品質の和牛肉として特産品化され、淡路島の観光振興に寄与している。

## 定義
淡路ビーフブランド化推進協議会によれば、淡路島産但馬牛のうち下記の条件を満たしたものを、淡路ビーフと呼ぶ。
- 淡路家畜市場において、上場取引及び自家保留されたもの
- 兵庫県内で肥育されているもの
- 系統組織が主催する肉牛せり及び枝肉共励会並びに兵庫県内の食肉センターにおいて出荷処理されたもの
- BMS（霜降り度）がNo.4以上
- 歩留等級（可食部分の割合）がA・B等級
- 枝肉重量が去勢330kg、雌280kg（未経産）以上
- 月齢が25ヶ月以上
- 上記以外で同会が「淡路ビーフ」と認定した場合